# Verneuilininae
Verneuilininae es una subfamilia de foraminíferos bentónicos de la familia Verneuilinidae, de la superfamilia Verneuilinoidea, del suborden Verneuilinina y del orden Lituolida. Su rango cronoestratigráfico abarca desde el Triásico superior hasta la Actualidad.

## Discusión
Clasificaciones previas incluían Verneuilininae en el suborden Textulariina del orden Textulariida, o en el orden Lituolida sin diferenciar el suborden Verneuilinina.

## Clasificación
Verneuilininae incluye a los siguientes géneros:
- Gaudryina
- Gaudryinella †
- Latentoverneuilina
- Paramigros †
- Pseudogaudryinella †
- Siphogaudryina †
- Verneuilina †

Otros géneros considerados en Verneuilininae son:
- Bolivinitella, considerado subgénero de Siphogaudryina, es decir, Siphogaudryina (Bolivinitella), y aceptado como Loxostomum
- Trochogaudryina, considerado subgénero de Gaudryina, es decir, Gaudryina (Trochogaudryina), de estatus incierto